# Florian Ast
Florian Ast (* 20. Juni 1975 in Solothurn) ist ein Schweizer Musiker.

## Leben
Florian Ast wuchs bei seinen Eltern im bernischen Utzenstorf und in Kräiligen bei Bätterkinden auf. Schon als Bub spielte er erste Stücke auf dem Klavier, komponierte eigene Lieder und wollte Musiker werden. 1989 spielte er mit seiner Gruppe Generalabonnement erstmals öffentlich. Er integrierte in die übliche Rockmusikbesetzung (Gitarren, Schlagzeug, Bass, Keyboards) das Schwyzerörgeli, das er von seinem Grossvater erhalten hatte. 2003 heiratete er die gleichaltrige Visagistin Esther, von der er sich 2011 trennte. Im Mai 2011 wurde offiziell bekannt, dass er seit Februar 2011 mit der Sängerin Francine Jordi liiert ist. Die Beziehung dauerte bis Juni 2012. Im August 2012 bestätigte der Sänger, in einer Beziehung mit der Schauspielerin Solveig Romero zu sein. Im Februar 2013 wurde deren Trennung bekannt. Danach war er bis 2017 mit der schweizerisch-singapurischen Pianistin Rahel Senn liiert. Aus dieser Beziehung stammt ein Sohn. 2017 wurde Ast erneut Vater. Er bekam eine Tochter mit einer Partnerin aus der Region St. Gallen.
Ast wohnt im Kanton Obwalden, wo auch seine Produktionsfirma angesiedelt ist.

## Karriere
Während eines Praktikums für die Ausbildung zum Kindergärtner lernte Ast in einem Musikladen Leute aus der Plattenindustrie kennen und bewarb sich bei BMG Ariola mit seiner ersten eigenen CD-Produktion General-Abonnement. Kurz darauf erhielt mit 18 Jahren ein Angebot für einen Künstlervertrag bei BMG Ariola. Nach einem Jahr im Lehrerseminar in Langenthal und einem Versuch in der Wirtschaftsmittelschule erschien Anfang 1996 mit Daneli seine erste Single. Sein erstes Album Florenstein wurde mit Gold und Platin ausgezeichnet, und Florian Ast wurde in der Schweiz zum bisher jüngsten Platin-Act.
Während der Florenstein-Tour mit über 200 Konzerten schrieb Ast neue Songs. Mit seinem folgenden Album Gringo konnte er den Erfolg wiederholen, verabschiedete sich aber vom «Folklore-Pop»-Stil. Das Schwyzerörgeli sah er selber zwar immer nur als ein Element in seiner Musik, es wurde aber als sein Markenzeichen wahrgenommen. Seine Texte bezeichnete das Branchenmagazin MusikWoche als «eigenartig». 1999 tourte er quer durch Deutschland und Österreich und überraschte im Vorprogramm von Deep Purple die Hörer mit seinem Berndeutsch-Rock.
2000 folgte das Album Spitz, das Platinstatus erreichte, mit der Hit-Single Sex und der ausgedehnten Spitz-Tour. Nach dieser Tournee verbrachte Ast die meiste Zeit in Wien und Kenia, um neue Songs für sein viertes Studioalbum zu schreiben. Bilderbuch (2002) erreichte in der Schweiz Platinstatus. Einer seiner erfolgreichsten Songs war Träne (2002), im Duett mit Francine Jordi. Hiermit produzierte er die bisher erfolgreichste Schweizer Single, die sich nahezu 70'000 Mal verkaufte und Goldstatus erreichte. Es folgten zwei weitere Duett-Songs: Chumm, gib mir dini Hand (auf der Melodie vom Beatles-Klassiker I want to hold your hand) mit Kisha und Bruuni Ouge mit Polo Hofer. Gleichzeitig mit der Single Schöni Meitschi (Lucky Lips) veröffentlichte er 2003 seine erste Hitsammlung Vollträffer, die im Laufe des Jahres Platinstatus erreichte.
2004 erschien, nun produziert von Universal Music, sein fünftes Studioalbum, Astrein, ihm folgte die ausverkaufte Astrein-Tour in allen grösseren Schweizer Städten. Astrein erreichte Goldstatus. Anfang 2007 erschien sein sechstes Studioalbum, Läbeszeiche, das auf Anhieb Platz 1 in den Schweizer Charts erreichte und mit über 30'000 verkauften Alben Platinstatus in der Schweiz erreichte. Im Frühling folgten die Läbeszeiche-Tour und einige Festivals. Ende 2007 veröffentlichte Ast das Live-Album Theater National mit vier neuen Studiosongs. Eine Live-DVD und Backstageaufnahmen sind Bestandteil des Theater National. Die Biografie im Booklet schrieb Erich von Däniken.
- Seit 2008 ist Ast als Produzent und Songwriter für DJ Ötzi tätig. Auf der CD Hotel Engel stammen acht Lieder von ihm. Ende 2009 produzierte er mit Katharina Michel die Single Landei und sang mit ihr zusammen die Single Alles eis Ding.
- Im September 2011 nahm er zusammen mit Solveig Romero einen von ihm komponierten Song auf.
- Im Mai 2019 erschien die Single-Auskopplung Sanggaue des für Januar 2020 angekündigten Albums Wildsou.[20]

## Trivia
Im Dezember 2020 wurde er bei The Masked Singer Switzerland als Igel enttarnt. Er erreichte dort den 5. Platz.

## Diskografie

### Alben
- 1994: General-Abonnement (Maxi-CD)
- 1996: Florenstein
- 1998: Gringo
- 2000: Spitz
- 2002: Bilderbuch
- 2003: Vollträffer
- 2004: Astrein
- 2007: Läbeszeiche
- 2007: Theater National
- 2011: Lago Maggiore (gemeinsam mit Francine Jordi), Platz 1 der Schweizer Hitparade[22]
- 2012: Flöru
- 2015: Kurz & bündig
- 2016: Wunschalbum – Best of 20 Jahre

### Singles
- 1996: Daneli
- 1996: Grossvater
- 1997: S’Tröimli
- 1997: Eiger, Mönch u Jungfrou
- 1998: Meitschi
- 1998: Ueli
- 1999: Chumm, gib mir dini Hand
- 2000: Ängu
- 2000: Sex
- 2000: Troumfrou
- 2000: Härzchlopfe
- 2001: Bild
- 2001: Tanze
- 2002: Träne
- 2003: Schöni Meitschi
- 2004: Liebeslied
- 2004: Migros
- 2004: Radio
- 2005: Schmätterling
- 2006: I mache d’Ouge zue
- 2007: Ohni di
- 2007: We d’Wält ungergeit
- 2007: Happy day
- 2007: Heidi
- 2008: I schribe dir
- 2009: Daneli 09
- 2012: Bundesrat
- 2015: Rolling Stones
- 2019: Sanggaue

## Produktionen / Songwriter international

### DJ Ötzi
Album:
Hotel Engel
Songs:
- Hotel Engel
- Tränen
- Ich schreibe dir
- Grossvater (ich danke dir)
- Ein Geschenk des Himmels
- Vogel der Nacht
- Häuptling
- Meine Heimat
- Das letzte Lied

Album:
Du und ich
- Meine Prinzessin
- Amore
- Immer wenn du lachst
- Ohne dich

### Bellamy Brothers
Album:
The very best of...
- Hotel Angel

### Kate Hall
Single:
- Tränen

### Mickie Krause
Single:
- Sie will Sex

### Manuel Ortega
Album:
Angekommen (2006)
Songs:
- Grenzenlos
- Radio

### Katharina Michel
Songs:
- Landei
- Alles eis Ding
- Müntschi
- Mir boue üs e Brügg
- Bärner Oberland
- Mis Läbe u i
- F... di
- 4WaldStädterSee
- I mim Härz
- Gärn gha
- Wär bin i und warum

### Carlene Carter
Songs:
- Kiss
- Butterfly

## Film und Theater

### Kino/Film/DVD
- 1999: Beresina – Soundtrack: Song Lueget, vo Berg und Tal
- 2003: Fremds Land (von Luke Gasser) – Auftritt (als Soldat Sämi) und Soundtrack: Song Zyt
- 2003: AbXang (von Mirjam von Arx) – Gastauftritt
- 2007: Theater National (Florian Ast Entertainment / phonag records) – Live DVD Theater National

### Spots/Werbung/TV-Shows
- 2005: Schweiz Tourismus-Spot – Songwriter: Goldblume
- 2006: Golden Talents (Swisscom) – Songwriter: Go, Golden Talents

### Musical
- 2007: Ewigi Liebi – als Songwriter

## Auszeichnungen
- 1996: Prix Walo in der Sparte Pop[23]
- 2002: zusammen mit Francine Jordi Prix Walo in der Sparte Publikumsliebling[24]
- 2025: Prix Walo in der Sparte Pop/Rock[25]